# Monomorium biroianum
Monomorium biroianum är en myrart som beskrevs av Bolton 1995. Monomorium biroianum ingår i släktet Monomorium och familjen myror. Inga underarter finns listade i Catalogue of Life.